# Scrophularia sangtodensis
Scrophularia sangtodensis är en flenörtsväxtart som beskrevs av Boris Fedtjenko. Scrophularia sangtodensis ingår i släktet flenörter, och familjen flenörtsväxter. Inga underarter finns listade i Catalogue of Life.